# Ingenio (Gran Canaria)
Ingenio es un municipio español perteneciente a la isla de Gran Canaria, en la provincia de Las Palmas, comunidad autónoma de Canarias.
Este municipio acoge, junto con el vecino Telde, al Aeropuerto Internacional de Gran Canaria.
En Ingenio se conservan tradiciones canarias como los calados y la artesanía, celebrándose cada verano su Festival Internacional de Folclore, con la participación de grupos musicales de países tan dispares como México, Rumanía, Colombia, Rusia o Uganda.

## Toponimia
El municipio toma su nombre de su capital municipal, que a su vez deriva del ingenio azucarero que fue construido a principios del siglo XVI en el barranquillo homónimo, situado dentro del casco urbano actual, desapareciendo este ya a finales de ese siglo.

## Geografía
El municipio de ingenio se encuentra en el sureste de la isla de Gran Canaria, a 27 kilómetros de la capital insular. Limita con los municipios de Valsequillo, Telde y Agüimes y cuenta con una superficie de 38,15 km², siendo el municipio 13.º más extenso de la isla. La capital municipal se encuentra a 340 m s. n. m., alcanzándose la cota máxima del municipio a 1673 m s. n. m. en un punto bajo el Llano del Puntón. La forma del municipio recuerda a un triángulo isósceles, cuya base descansa en las aguas de la bahía de Gando y se extiende desde El Castillo hasta la desembocadura del barranco de Guayadeque, hacia el sur, pasando por las playas de Las Torrecillas, Las Puntillas, San Agustín y El Burrero. Al norte, el municipio está delimitado por el barranco del Draguillo (separación natural con Telde) y al lado sur, por el barranco de Guayedeque (constituyendo la separación natural del municipio de Agüimes). Su vértice encaja con un punto de la cumbre denominado Caidero de Orián que asoma al cráter de la Caldera de los Marteles.

### Orografía
Desde el punto de vista orográfico, Ingenio se puede considerar una meseta de 3732 ha de superficie, cuya base se asienta en los cauces de los barrancos del Draguillo al norte y de Guayadeque al sur.
A modo de plano inclinado, comienza en las inmediaciones de la Caldera de los Marteles y Caidero de Orián, en Valsequillo, para ir descendiendo el terreno bruscamente con pronunciados accidentes de barrancos, colinas y numerosas vaguadas y cañadas. Continúa con pendiente suave y termina en las aguas de la bahía de Gando, San Agustín y la playa de El Burrero. Ambas playas son idóneas para el baño, sobre todo la de El Burrero.

### Clima
El clima de Ingenio es seco árido cálido, de tipo BWh de acuerdo a la clasificación climática de Köppen. La situación de las islas junto al trópico de Cáncer y la influencia de los vientos alisios proporcionan a Ingenio temperaturas medias anuales de 19.3 °C, siendo el mes más cálido agosto con 23 °C y el más frío enero con 16.2 °C.
En cuanto a las precipitaciones, Ingenio registra un promedio de 183 mm al año, concentrándose las lluvias en el mes de diciembre con 40 mm, no registrándose precipitaciones en el mes de agosto.
A continuación se muestran los valores climatológicos registrados en el observatorio de la Agencia Estatal de Meteorología —AEMET— situado en el aeropuerto de Gran Canaria a 24 m s. n. m., en el periodo de referencia 1981-2010. Debido a que la capital del municipio está situado a más de  300 m s. n. m., los registros de este observatorio situado en la costa son más representativos de las zonas costeras del municipio que de la capital. Nótese que los valores extremos están tomados también en el periodo de referencia 1981-2010.
| Parámetros climáticos promedio de Observatorio del Aeropuerto de Gran Canaria (municipio de Ingenio) (24 m s. n. m. ) (Periodo de referencia: 1991-2020, extremas: 1951-presente) | Parámetros climáticos promedio de Observatorio del Aeropuerto de Gran Canaria (municipio de Ingenio) (24 m s. n. m. ) (Periodo de referencia: 1991-2020, extremas: 1951-presente) | Parámetros climáticos promedio de Observatorio del Aeropuerto de Gran Canaria (municipio de Ingenio) (24 m s. n. m. ) (Periodo de referencia: 1991-2020, extremas: 1951-presente) | Parámetros climáticos promedio de Observatorio del Aeropuerto de Gran Canaria (municipio de Ingenio) (24 m s. n. m. ) (Periodo de referencia: 1991-2020, extremas: 1951-presente) | Parámetros climáticos promedio de Observatorio del Aeropuerto de Gran Canaria (municipio de Ingenio) (24 m s. n. m. ) (Periodo de referencia: 1991-2020, extremas: 1951-presente) | Parámetros climáticos promedio de Observatorio del Aeropuerto de Gran Canaria (municipio de Ingenio) (24 m s. n. m. ) (Periodo de referencia: 1991-2020, extremas: 1951-presente) | Parámetros climáticos promedio de Observatorio del Aeropuerto de Gran Canaria (municipio de Ingenio) (24 m s. n. m. ) (Periodo de referencia: 1991-2020, extremas: 1951-presente) | Parámetros climáticos promedio de Observatorio del Aeropuerto de Gran Canaria (municipio de Ingenio) (24 m s. n. m. ) (Periodo de referencia: 1991-2020, extremas: 1951-presente) | Parámetros climáticos promedio de Observatorio del Aeropuerto de Gran Canaria (municipio de Ingenio) (24 m s. n. m. ) (Periodo de referencia: 1991-2020, extremas: 1951-presente) | Parámetros climáticos promedio de Observatorio del Aeropuerto de Gran Canaria (municipio de Ingenio) (24 m s. n. m. ) (Periodo de referencia: 1991-2020, extremas: 1951-presente) | Parámetros climáticos promedio de Observatorio del Aeropuerto de Gran Canaria (municipio de Ingenio) (24 m s. n. m. ) (Periodo de referencia: 1991-2020, extremas: 1951-presente) | Parámetros climáticos promedio de Observatorio del Aeropuerto de Gran Canaria (municipio de Ingenio) (24 m s. n. m. ) (Periodo de referencia: 1991-2020, extremas: 1951-presente) | Parámetros climáticos promedio de Observatorio del Aeropuerto de Gran Canaria (municipio de Ingenio) (24 m s. n. m. ) (Periodo de referencia: 1991-2020, extremas: 1951-presente) | Parámetros climáticos promedio de Observatorio del Aeropuerto de Gran Canaria (municipio de Ingenio) (24 m s. n. m. ) (Periodo de referencia: 1991-2020, extremas: 1951-presente) |
| Mes | Ene. | Feb. | Mar. | Abr. | May. | Jun. | Jul. | Ago. | Sep. | Oct. | Nov. | Dic. | Anual |
| --- | --- | --- | --- | --- | --- | --- | --- | --- | --- | --- | --- | --- | --- |
| Temp. máx. abs. (°C) | 30.8 | 30.9 | 34.0 | 34.3 | 36.0 | 36.9 | 44.2 | 39.0 | 39.0 | 36.0 | 36.2 | 29.4 | 44.2 |
| Temp. máx. media (°C) | 21.1 | 21.3 | 22.2 | 22.9 | 24.0 | 25.6 | 27.2 | 27.8 | 27.2 | 26.3 | 24.3 | 22.3 | 24.4 |
| Temp. media (°C) | 18.2 | 18.3 | 19.0 | 19.8 | 20.9 | 22.6 | 24.1 | 24.9 | 24.4 | 23.3 | 21.4 | 19.4 | 21.3 |
| Temp. mín. media (°C) | 15.2 | 15.3 | 15.7 | 16.6 | 17.8 | 19.5 | 21.0 | 21.9 | 21.6 | 20.3 | 18.4 | 16.5 | 18.3 |
| Temp. mín. abs. (°C) | 8.0 | 7.5 | 6.5 | 9.0 | 11.3 | 12.0 | 14.8 | 16.0 | 14.6 | 14.0 | 7.0 | 9.7 | 6.5 |
| Precipitación total (mm) | 23.4 | 19.8 | 11.9 | 5.0 | 0.8 | 0.4 | 0.0 | 0.6 | 5.0 | 21.2 | 17.4 | 28.7 | 134.6 |
| Días de precipitaciones (≥ 1 mm) | 2.7 | 2.8 | 2.3 | 1.2 | 0.2 | 0.1 | 0.0 | 0.2 | 1.1 | 2.8 | 3.4 | 4.0 | 20.6 |
| Horas de sol | 186 | 189 | 232 | 234 | 267 | 273 | 301 | 304 | 249 | 214 | 180 | 183 | 2849 |
| Humedad relativa (%) | 65 | 65 | 65 | 64 | 64 | 65 | 64 | 66 | 68 | 69 | 67 | 67 | 66 |
| Fuente: Agencia Estatal de Meteorología | | | | | | | | | | | | | |

### Zonas protegidas
Ingenio posee parte de su territorio protegido dentro de la Red Canaria de Espacios Naturales Protegidos, compartiendo con los municipios limítrofes los monumentos naturales del barranco del Draguillo y del barranco de Guayadeque, así como la Reserva Natural Especial de Los Marteles.
Guayadeque y Los Marteles están incluidos asimismo en la Red Natura 2000 como Zonas Especiales de Conservación (ZEC), a las que se suma la franja costera desde la punta de Gando hasta el Morro del Burrero debido a ser hábitat de la tortuga boba y por presentar bancos de arena cubiertos permanentemente.

## Historia

### Origen y proceso evolutivo
En los tiempos precoloniales, anteriores a la conquista castellana, el territorio ocupado por lo que actualmente es Ingenio y Agüimes, esto es, desde el barranco de Balos, al sur, que lo separa de Santa Lucía de Tirajana, hasta el barranco del Draguillo, al norte, límite con Telde, constituyendo uno de los diez cantones en que se constituía la isla de Gran Canaria, estando incluido en el momento de la conquista en el guanartemato de Telde.

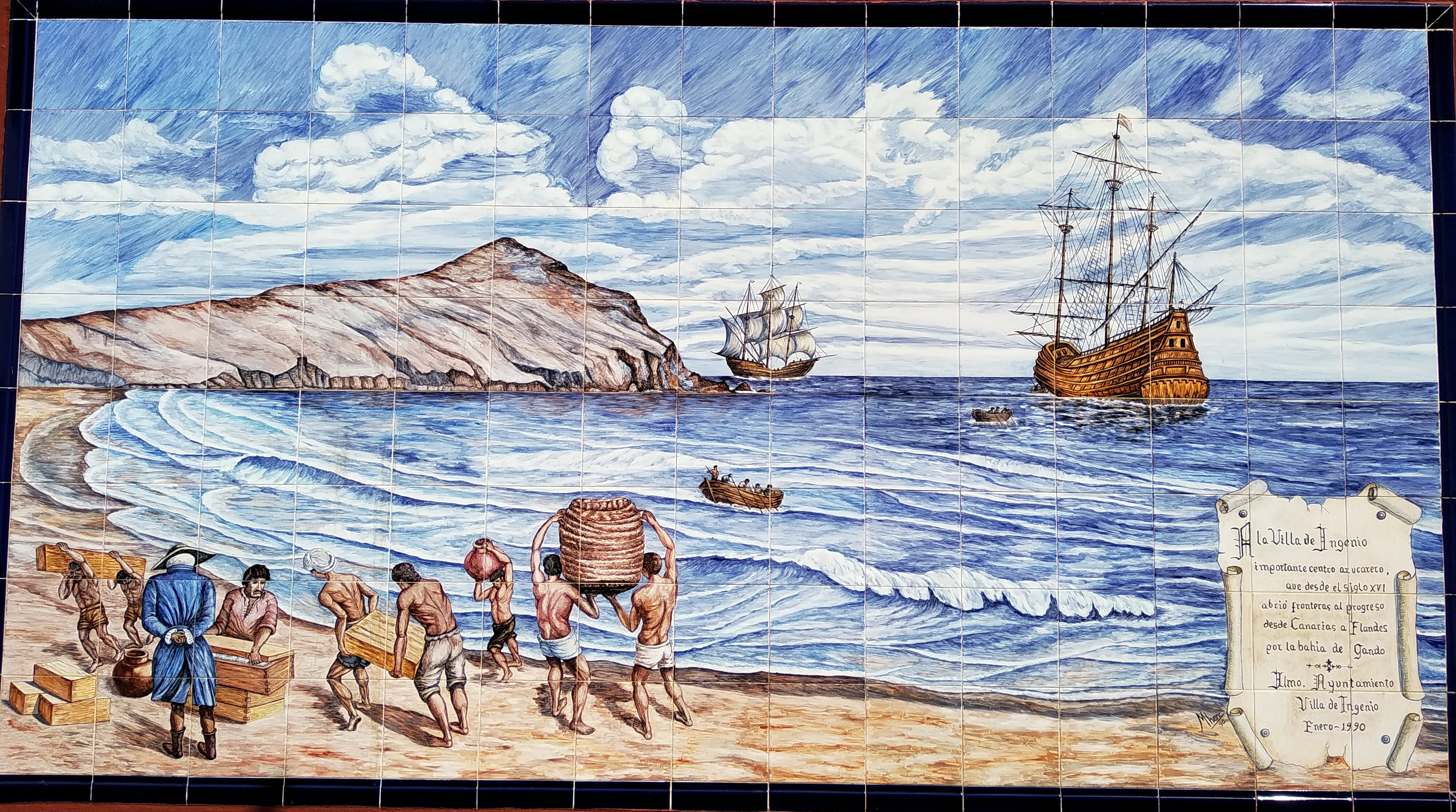
Representación artística del comercio de azúcar en la bahía de Gando

Después de la conquista de la isla y su incorporación en la Corona de Castilla en 1483, se estableció la modalidad jurídica de los Reyes Católicos que afectaba, principalmente, al reparto de las tierras y a la distribución de las aguas existentes en el territorio insular, incapaces, por su escaso caudal, de regar los abundantes terrenos que contiene la isla. Pero a este hecho le sumamos la creación del Señorío Episcopal de Agüimes, privilegio concedido por los Reyes Católicos a Miguel López de la Serna, Obispo de Canarias, a fecha de 10 de abril de 1491. Esto dio lugar a un espacio con un marco jurídico político-administrativo mixto único en Gran Canaria, donde el resto de la isla serían tierras de realengo, con la creación de dos figuras administrativas, el alcalde ordinario, dependiente de la Cámara Episcopal y el alcalde real, dependiente del Cabildo como representante del rey, con competencias muchas veces poco diferenciadas entre los dos, origen de numerosos conflictos sobre la jurisdicción y competencias del territorio.
El actual municipio de Ingenio se ha dividido históricamente en diversas comarcas o subcomarcas ya situadas en los primeros años de la colonización, desde la costa a la cumbre: Costa de Gando, entre las desembocaduras de los barrancos de Guayadeque y el Obispo hasta la Montaña de Marfúz al interior; Carrizal, ocupando la franja anterior a la costera entre el curso bajo del barranco de Guayadeque y el barranco del Obispo; la Vega de Aguatona, donde se encuentra actualmente el casco urbano de Ingenio, desde Guayadeque a los barrancos de Tabuco-Aguatona; la Vega Castaña, desde la acequia alta del pueblo hasta la meseta de Atalaya-Castil; la Cumbre, desde esta mesetilla hasta la zona más alta del municipio, atravesado por el barranco de la Sierra, principal afluente del de Guayadeque, ocupando actualmente el núcleo de la Pasadilla y aledaños; y por último la Solana de Guayadeque, el lado norte correspondiente del barranco de Guayadeque perteneciente al municipio de Ingenio, más soleado y seco que la umbría o pared sur del barranco, perteneciente a Agüimes.
Una vez hecho el reparto de las aguas del cantón de Agüimes, le fueron adjudicadas las que discurrían por el lecho y laderas del barranco de Guayadeque, siendo destinadas una parte de esas aguas a regar los terrenos situados al sur del barranco (actualmente término municipal de Agüimes) y, el resto, a refrigerar las fincas ubicadas en la parte norte del barranco (hoy término municipal de Ingenio). Junto a la acequia que conducía las aguas destinadas a regar las tierras de esta zona, los agricultores llevados el afán de obtener azúcar y asesorados por maestros del azúcar que Pedro de Vera hizo venir de la isla lusitana de Madeira, hicieron extensas plantaciones de caña de azúcar en sus abundantes terrenos de gran calidad, situados en sus cañadas defendidas de los vientos dominantes del norte.
Para industrializar este producto se construyó un ingenio azucarero a principios del siglo XVI por el madeirense Antonio Sardinha, consiguiendo una maquinaria muy económica al utilizar la fuerza producida por un salto de agua de la acequia formado por las derivadas para regar los cultivos de la zona. Este ingenio pasó en 1518 a Alonso de Matos, comprando la parte de Antón Pérez Cabeza y que daría nombre al futuro núcleo urbano y municipio, con denominaciones como El Ingenio de la Vega de Aguatona, El Ingenio de Agüimes, La Banda o como Lugar de la Candelaria por la advocación de su futura ermita. Aunque el ingenio duraría poco, para mediados de la década de 1580 ya no hay vestigios de producción, debido a la competencia con el azúcar americano y el vino como nuevo producto de exportación. En aquellos tiempos, anteriores a las plantaciones de la caña azucarera, el espacio que hoy constituye el núcleo urbano de Ingenio era conocido por Vega de Aguatona, razón por la cual la Heredad, que se constituyó para administrar la mayor parte de las aguas destinadas a esta zona, se denomina Heredad Acequia Real de Aguatona, ya que estas llegaban de los terrenos situados en lo alto de esta aldea. Tras la construcción del ingenio dedicado a la obtención de azúcar, este se constituyó en epicentro industrial y, con el nombre genérico de Ingenio, se denominó toda el territorio entre el norte del barranco de Guayadeque hasta su límite con el municipio de Telde.

### Independencia de Agüimes

#### Eclesiástica
En los primeros tiempos, la mayoría de los propietarios de los terrenos de Ingenio residían en Agüimes, por lo que los trabajadores tenían que desplazarse diariamente desde un lado del barranco de Guayadeque al otro para atender los cultivos y labrar la tierra. Debido al tiempo que se perdía en los desplazamientos, los trabajadores empezaron a construir sus viviendas próximas al lugar donde realizaban los trabajos, asentándose con sus familias cerca del complejo industrial dedicado a la molienda de la caña de azúcar. Hay que destacar las creencias religiosas de los trabajadores, profundamente arraigadas a Ingenio y, prueba de ello, era el sacrificio que realizaban para trasladarse a la parroquia de San Sebastián, de la villa de Agüimes, para cumplir con sus deberes religiosos. Debido a este fervor religioso, nace la idea de construir una ermita de una sola nave, con un crucero, dos capillas y una torre cuadrangular adosada al lado izquierdo de la fachada. El terreno fue otorgado por el fiscal de la Inquisición Juan Fullana quien, probablemente influenciado por su esposa, la tinerfeña Bárbola Grimón, deciden erigir la ermita con la advocación de la Virgen de Candelaria. La pequeña ermita tenía una superficie de 250 m² y una altura de 4,33 m, tamaño suficiente para acoger al entonces reducido número de feligreses. Su construcción se estima que duró entre los años 1565 y 1573, según se deduce de los documentos de la Heredad Acequia Real de Aguatona y del Libro de Reclamaciones y Cuadrantes de la Parroquia de la villa de Agüimes. La primera capellanía de la ermita se instauró por el testamento de Juan de Ávila, uno de los primeros pobladores de Ingenio, de origen guanche y fallecido en noviembre de 1578.

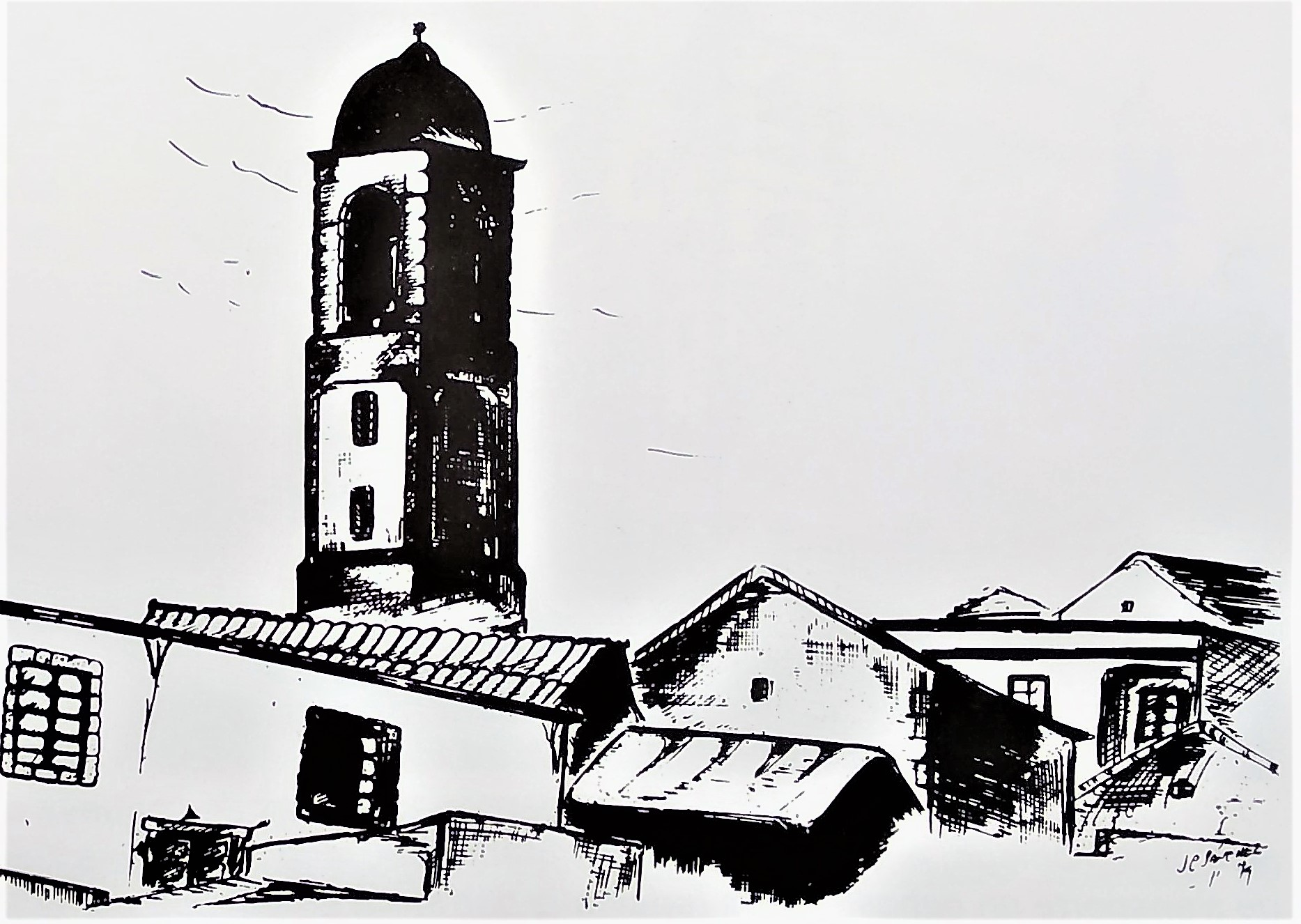
Antigua ermita de Ingenio construida en el y su torre, construida en 1823

Según consta en el libro 4.º de Cuadrante y Colecturía del Archivo Parroquial de Agüimes, todas las fiestas del Ingenio en honor a la Virgen de Candelaria, se celebraron sin interrupción desde 1764 hasta 1815, cuando se erigió la parroquia de Candelaria. Durante siglos el vecindario va consolidándose y su deseo de una parroquia propia para «el barrio de Ingenio y sus pagos adyacentes», comenzando el procedimiento en 1804 con una carta al Obispo de parte de prominentes personajes de la sociedad ingeniense como José Ramírez y Salvador Romero, abriéndose proceso para la segregación, aunque no fue tarea fácil iniciar los trámites para su construcción debido a la fuerte oposición por parte de las autoridades eclesiásticas de la villa de Agüimes, junto a las constantes quejas de los vecinos de Ingenio por tener que atravesar el barranco de Guayadeque, en ocasiones, tras lluvias torrenciales que impedían su cruce para dar sepultura a sus familiares. Tras el inicio del procedimiento, hubo un receso que duró hasta 1811, cuando se reinicia el mismo, con conflictos con la parroquia agüimense por el reparto de los beneficios obtenidos de los diezmos.
El obispo Manuel Verdugo la convirtió en parroquia el 30 de noviembre de 1815 desgajándose de la iglesia de San Sebastián de Agüimes como Hijuela o Ayuda de Parroquia con jurisdicción territorial coincidente con el actual municipio de Ingenio, con dependencia económica a la iglesia matriz de Agüimes, siendo elevada a parroquial en 1834 en virtud de Real Cédula de la reina María Cristina de Borbón-Dos Sicilias. El vetusto edificio era de corte mudéjar y líneas sencillas, con planta en forma de cruz latina y capillas en un lateral. Su única nave, con techo de tejado a dos aguas, tenía por fachada una puerta adintelada. La torre, construida en 1823, se ubicaba en un extremo de la fachada. Debido a su estado ruinoso a finales del siglo XIX se decidió la construcción de un nuevo templo, sumado en parte por décadas de denuncias por parte del párroco Santiago Sánchez Dávila cuando finalmente en 1900 se derrumbó gran parte de la techumbre. La nueva iglesia de la Candelaria, se empezó a construir en 1901, se levantó en el solar que ocupaba la primitiva ermita. El 30 de enero de 1908 se culminan las obras y el obispo José Cueto y Díez de la Maza bendice el nuevo templo.

#### Administrativa

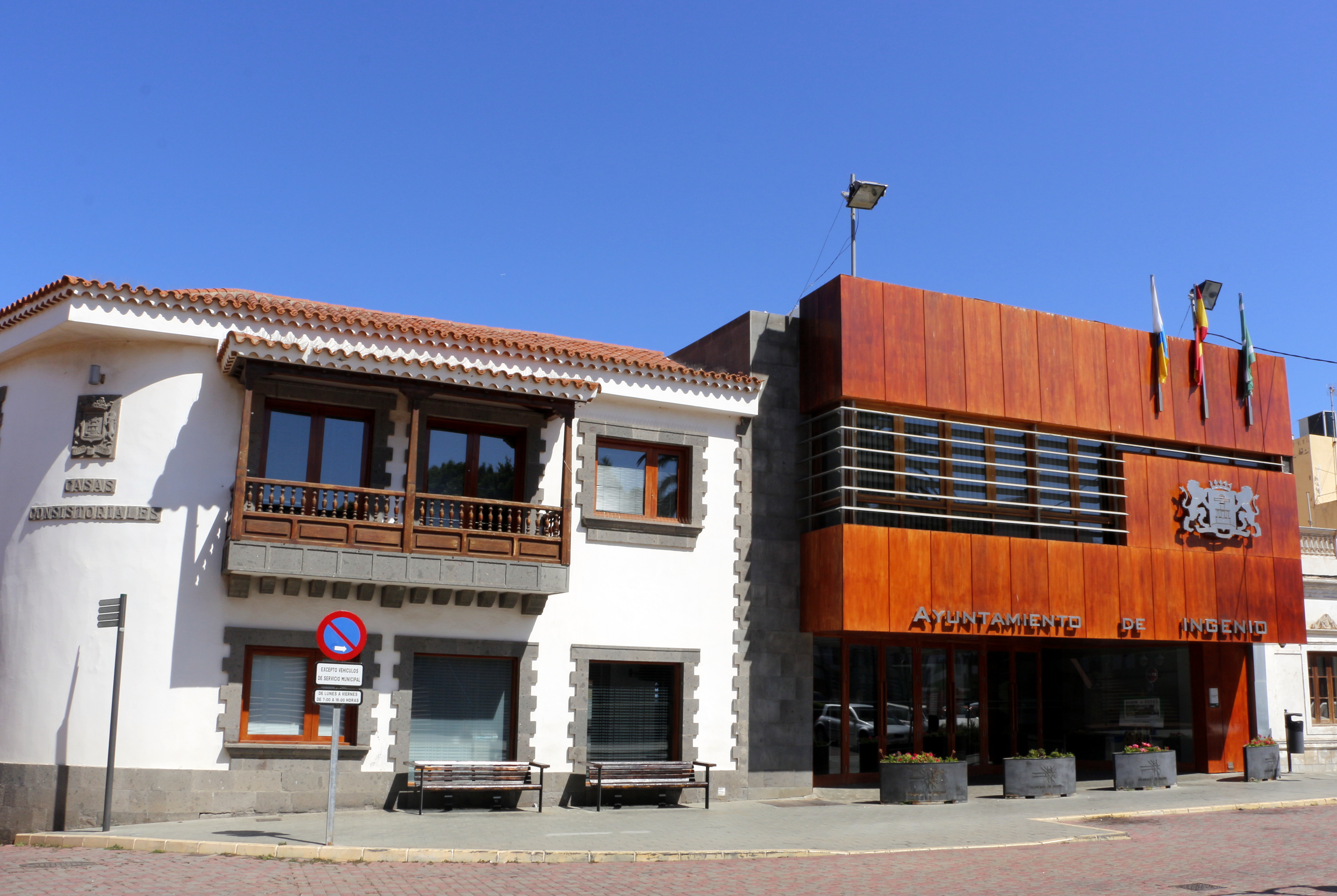
Actual Ayuntamiento de Ingenio (derecha) y el Archivo Municipal, antiguas Casas Consistoriales (izquierda)

En Ingenio, José Ramírez Xuárez, miembro de la oligarquía local, después de haber participado activamente en el proceso para la segregación de la parroquia de Nuestra Señora de Candelaria, actuando como apoderado de los vecinos en 1816 y ostentando la graduación de subteniente y alcalde real, se pone al frente de la nueva jurisdicción de Ingenio junto a dos diputados, síndico personero y fiel de fechos, naciendo así el primer ayuntamiento de Ingenio, siendo relevado al año siguiente por el alcalde José Estupiñán. Tras la alternancia de gobiernos constitucionales y absolutistas, el 3 de julio de 1835 se promulga el Real Decreto de los Ayuntamientos de la Península e islas adyacentes en el cual se establece los oficios de república de los ayuntamientos que quedan conformados por un alcalde, un teniente, procurador del común y regidores según el número de habitantes. En virtud del Real Decreto, el Gobierno Civil de la Provincia de Canarias establece que Ingenio se encuentra comprendido entre los 28 pueblos que tienen una población de entre 500 y 1500 vecinos, por lo que se establecen un alcalde, un teniente alcalde, cinco regidores y un procurador del común.
Pascual Madoz dice del municipio en su Diccionario geográfico-estadístico-histórico hacia mediados del siglo XIX:

INGENIO (EL): villa con ayuntamiento en la isla de Canaria, partido judicial de Las Palmas (...). SITUADO en la parte oriental de la isla, entre la confluencia que forman los dos brazos del río o barranco de Guayedeque, con buena ventilación y CLIMA saludable. Tiene sobre 654 CASAS esparcidas en su jurisdicción, calculando que cada vecino la tiene propia; 2 escuelas de primeras letras para niños, y una para niñas: a las primeras concurren 29 y a la otra 8, siendo el total de los concurrentes de ambos sexos, comparado con el de la población, como 1 es a 29. Hay parroquia de primer ascenso titulada Ntra. Sra. de la Candelaria, servida por un párroco de nombramiento ad nutum (...). Confina la jurisdicción de esta villa, por N. con Valsequillo a larga distancia; E. Carrizal mucho más próximo; S. con Agüimes muy inmediato, y O. con las montañas centrales de esta parle de la isla. Se hallan en ella, en dirección a la costa oriental, algunos valles y tierras de cultivo de buena calidad, encontrándose en el lado S. el cráter de un antiguo volcán, y en varios puntos algunas pequeñas vetas de jaspes. El CAMINO principal que da vuelta a la mayor parte de la isla para poderse comunicar unos pueblos con otros, es de herradura y pasa por el centro de esta población. La CORRESPONDENCIA se recibe de la ciudad de Las Palmas en días indeterminados. PRODUCCIÓN: trigo, cebada, legumbres, papas y millo; se cría algún ganado lanar, mayor número de cabrío y de cerda, y se mantiene el de labor preciso para la labranza. POBLACIÓN: 654 vecinos, 2.887 almas...
Pascual Madoz, 1849.

#### Carrizal
Carrizal ha sido históricamente un pago diferenciado del núcleo de Ingenio, con una fuerte identidad propia. En tiempos del Señorío Episcopal de Agüimes, se proyecta en tierras del rico hacendado, el capitán Juan Ambrosio Betancurt, junto con el apoyo de partícipes del Heredamiento Principal y Mina del Carrizal, la construcción de una ermita bajo la advocación de Nuestra Señora del Buen Suceso, celebrándose escritura el 3 de mayo de 1657 y siendo construida al año siguiente, con ampliaciones y reformas en los siglos posteriores. En el siglo XIX, con la creación del municipio de Ingenio y la independencia tanto eclesiástica como jurisdiccional de Agüimes no agrada a todos los carrizaleros, por lo que a lo largo del siglo se intentará segregar de Ingenio, bien como municipio independiente, bien como agregación al término de Agüimes, como el caso de 1843. Cuando la independencia jurisdiccional no se podría lograr, los carrizaleros se centraron en logar la independencia eclesiástica de Ingenio, objetivo que no se lograría tras décadas de quejas e informes hasta 1907 cuando la ermita de Carrizal se erigió en la parroquia de Nuestra Señora del Buen Suceso, segregándose de la parroquia de Nuestra Señora de la Candelaria de Ingenio.

## Demografía
Ingenio cuenta con una población de 32 747 habitantes (INE 2024).
| Gráfica de evolución demográfica de Ingenio entre 1842 y 2021                                                       |
| |
| Población de derecho según los censos de población del INE Población de hecho según los censos de población del INE |

## Transporte
Muchos de los residentes en Ingenio se trasladan diariamente a la capital y otras localidades de la isla a realizar sus tareas profesionales. El medio de transporte más utilizado es el vehículo privado.

### Carreteras
| Identificador | Denominación                       | Itinerario                            | Tipo       | Longitud (km) |
| ------------- | ---------------------------------- | ------------------------------------- | ---------- | ------------- |
| GC-100        | Agüimes - Ingenio                  | Agüimes - Ingenio                     | Cobertura  | 1,47          |
| GC-120        | Ingenio - Telde                    | El Sequero - Cazadores                | Cobertura  | -             |
| GC-191        | Cruce Arinaga - Carrizal (Ingenio) | Cruce de Arinaga - Carrizal (Ingenio) | Cobertura  | 3,8           |
| GC-1          | Carrizal                           | Las Palmas de Gran Canaria - Mogán    | Permanente | -             |

### Distancias
La siguiente tabla muestra las distancias entre Ingenio (casco histórico), barrios y zonas de interés del municipio, incluyendo algunas de las principales localidades y puntos de interés de la isla.
| Ciudades                   | Distancia (km) | Zonas de interés           | Distancia (km) | Localidades         | Distancia (km) |
| -------------------------- | -------------- | -------------------------- | -------------- | ------------------- | -------------- |
| Las Palmas de Gran Canaria | 35             | Aeropuerto de Gran Canaria | 8,1            | Carrizal de Ingenio | 4,1            |
| Telde                      | 15             | Guayadeque                 | 2,3            | Playa del Burrero   | 7,1            |
| Maspalomas                 | 35,2           | La Pasadilla               | 6,7            | Agüimes             | 4,3            |

### Transporte público
El municipio cuenta con diversas conexiones de guagua (autobús en Canarias) con distintos puntos de la isla en función de la zona del municipio donde se encuentre la parada. Así, destacan las líneas 85 que conecta la zona más alta del pueblo (La Pasadilla), con la más baja (playa del Burrero), las líneas 11 y 21 que enlazan con la capital de la isla, y las líneas 1 y 36 que conecta el municipio con el norte (Las Palmas de Gran Canaria) y el sur de la isla (Maspalomas) desde Carrizal. Las siguientes líneas de guaguas interurbanas cuentan con paradas dentro del municipio.
| Línea | Ruta                                                      | Tipo        | Empresa |
| ----- | --------------------------------------------------------- | ----------- | ------- |
| 1     | Las Palmas de G.C. - Puerto de Mogán                      | Directo     | Global  |
| 5     | Las Palmas de G.C. - Pya. del Inglés - Faro de Maspalomas | Directo     | Global  |
| 11    | Las Palmas de G.C. - Agüimes                              | Directo     | Global  |
| 19    | Telde - Doctoral                                          | Directo     | Global  |
| 21    | Las Palmas de G.C. - Agüimes                              | Semidirecto | Global  |
| 23    | Las Palmas de G.C. - Playa de Arinaga                     | Semidirecto | Global  |
| 36    | Telde - Faro de Maspalomas                                | Directo     | Global  |
| 41    | Carrizal - Agüimes - Faro de Maspalomas                   | Directo     | Global  |
| 85    | Playa del Burrero - Roque Trejo (La Pasadilla)            | Directo     | Global  |

## Economía
Durante el siglo XVI, la actividad económica del municipio giró en torno a la actividad industrial del cultivo de la caña de azúcar a través del ingenio azucarero, un popular artilugio de la época con el que se obtenía este preciado bien. Así, durante años, Ingenio se convirtió en un pago de relevancia económica en la isla.
Sin embargo, en la actualidad ya no se desarrollan estos cultivos, debido principalmente a que la caña de azúcar americana resultó ser más barata para su gran producción, aunque de menor calidad que la canaria. Este hecho provocó que en el siglo XVII comenzara la crisis del cultivo azucarero en Gran Canaria.
Aun así, Ingenio se caracteriza por ser un municipio donde gran parte de su población se dedica al sector agrícola si bien en los últimos años ha registrado un importante crecimiento, el sector servicios favoreciendo el desarrollo de la economía local. Destacar también el importante papel que tiene el Aeropuerto de Gran Canaria cuya situación, genera también una importante actividad económica en el municipio.
A su vez, Ingenio es lugar de referencia en la actividad artesana de la Isla, en especial en lo referente al tradicional calado canario, arte con el que se confeccionan, entre otros, los populares trajes y vestidos del popular desfile de Moda Calada de Ingenio.

### Turismo
Ingenio cuenta con numerosos atractivos turísticos, entre los que destacan los relacionados con su pasado aborigen, el mundo rural y su acervo cultural. Y es precisamente este acervo cultural, en forma de artesanía, lo que le confiere al municipio un plus diferenciador frente a otros destinos locales. Su legado artesanal constituye hoy uno de sus principales reclamos y el taller municipal de artesanía es fiel reflejo de ello. Un lugar donde es posible comprobar la capacidad creativa de sus artesanos, adquirir in situ los objetos elaborados y disfrutar de una exposición permanente de cerámica tradicional, cestería, calado…Este taller de artesanía es, sin duda, uno de los recursos turísticos que más atraen a peninsulares, residentes canarios y extranjeros que visitan la Villa procedentes, en su mayoría, de Alemania, Reino Unido, Francia y países nórdicos.
Su patrimonio histórico, concentrado en los cascos antiguos de Ingenio y Carrizal, forman parte asimismo del conjunto de atractivos turísticos que el visitante no se puede perder. Y museos como el centro de interpretación del Patrimonio Histórico, el Museo del Agua y del Azúcar y el Museo del Festival Internacional de Folklore, junto al citado taller de Artesanía y el tour por el centro histórico de Ingenio que propone el ayuntamiento (y que incluye una visita a la oficina de turismo local, dotada de centro de interpretación, sala de artesanía y tienda de productos artesanales y agroalimentarios), ofrecen la posibilidad de conocer de forma amena parte de su rico patrimonio en poco tiempo.
Ingenio cuenta con una amplia red de senderos por todo su territorio, así como con una gran oferta culinaria y alojativa, especialmente en el barranco de Guayadeque, que alberga además el patrimonio arqueológico más relevante de la isla de Gran Canaria, y en la localidad de La Pasadilla.
Los restaurantes de esta villa sureña, algunos de ellos ubicados en cuevas excavadas en la montaña, ofrecen una variada oferta gastronómica basada en la cocina tradicional canaria, si bien atesoran especialidades que no dejan indiferente a ningún comensal, como la carne de cabrito, el cochino frito, los garbanzos compuestos…, junto a sus exquisitos quesos y pan artesanal, admirado en toda la isla.
Las fiestas y eventos populares, como la fiesta del Cochino o el día de los Finaos, y eventos de carácter local e internacional, como la feria del Sureste o el Festival de Folclore Muestra Solidaria de los Pueblos, respectivamente, constituyen igualmente recursos turísticos de primer orden que atraen a miles de visitantes.
A lo largo y ancho de la geografía municipal es posible encontrar alojamientos de todo tipo, tanto en la zona de costa como en el interior, desde donde poder disfrutar del mar y de los deportes náuticos en zonas como playa del Burrero, o relajarse y descansar en sus reconocidas casas rurales, apartamentos o villas.

## Administración y política

### Gobierno municipal
El municipio está regido por su ayuntamiento, conformado por la alcaldesa-presidente y veinte concejales. Tras las elecciones de mayo de 2023, la alcaldía de Ingenio la ostentó José López Fabelo, de Fórum Drago-Nueva Canarias, grupo político que gobierna en coalición con Partido Popular - Proyecto Somos, que dimitió en enero de 2024 para dar paso a su compañera de partido Vanesa Martín.
| Partido político                         | 2023  | 2023  | 2023       | 2019  | 2019  | 2019       | 2015  | 2015  | 2015       | 2011  | 2011  | 2011       | 2007  | 2007  | 2007       |
| Partido político                         | %     | Votos | Concejales | %     | Votos | Concejales | %     | Votos | Concejales | %     | Votos | Concejales | %     | Votos | Concejales |
| Nueva Canarias (NC)                      | 35,05 | 5173  | 9          | 7,73  | 1067  | 1          | 17,87 | 2735  | 4          | 4,75  | 721   | 0          | 5,23  | 811   | 1          |
| Partido Socialista Obrero Español (PSOE) | 19,45 | 2871  | 5          | 28,55 | 3938  | 7          | 33,73 | 5161  | 9          | 37,83 | 5736  | 10         | 49,13 | 7625  | 12         |
| Partido Popular (PP)                     | 16,85 | 2487  | 4          | 15,80 | 2180  | 4          | 7,65  | 1170  | 2          | 29,68 | 4501  | 7          | 14,83 | 2302  | 3          |
| Agrupa Sureste (AGS)                     | 7,63  | 1127  | 1          | 13,28 | 1833  | 3          | 8,37  | 1281  | 2          | 16,77 | 2543  | 4          | 17,22 | 2672  | 4          |
| Vox                                      | 6,96  | 1027  | 1          | —     | —     | —          | —     | —     | —          | —     | —     | —          | —     | —     | —          |
| Coalición Canaria (CC)                   | 5,03  | 743   | 1          | 5,72  | 790   | 1          | —     | —     | —          | 3,52  | 533   | 0          | 2,34  | 363   | 0          |
| Podemos-Izquierda Unida (IU)-Sí Se Puede | 2,53  | 372   | 0          | 6,56  | 906   | 1          | 7,31  | 1118  | 1          | —     | —     | —          | —     | —     | —          |
| Ciudadanos (CS)                          | 2,23  | 327   | 0          | 7,52  | 1073  | 1          | —     | —     | —          | —     | —     | —          | —     | —     | —          |
| Fórum Drago (FD)                         | —     | —     | —          | 17,39 | 2399  | 4          | 8,37  | 1281  | 2          | —     | —     | —          | —     | —     | —          |
| Somos                                    | —     | —     | —          | —     | —     | —          | 14,37 | 2199  | 3          | —     | —     | —          | —     | —     | —          |

### Organización territorial
Administrativamente, el término municipal se divide en los siguientes barrios y sus respectivos núcleos:
- Aguatona
- Guayadeque
- El Burrero
- El Carrión
- Carrizal: Carrizal y Las Majoreras
- Ingenio (capital municipal): Ingenio (casco), Los Moriscos y El Sequero
- Lomo del Hospital
- Malfú
- Las Mejías
- Mondragón
- Los Moriscos
- Pasadilla-Roque
- Las Puntillas

## Cultura

### Patrimonio
El municipio de Ingenio cuenta con los siguientes elementos patrimoniales de valor:

#### Arqueológico
- Poblado de El Burrero. Este antiguo asentamiento costero prehispánico está formado por varias casas y un conjunto de cuevas, tanto naturales como labradas a mano. Las viviendas se caracterizan por poseer plantas de tendencia rectangular o cruciforme, para cuya construcción se rebajó parte del terreno natural, dando el aspecto de casas semisubterráneas. Este asentamiento demuestra, en buena parte, que los antiguos canarios realizaban una intensa explotación de los recursos marinos.[37]
- Cuevas del Palomar (BIC). Esta zona arqueológica constituye un enclave habitacional y, sobre todo, de almacenamiento alimentario de los antiguos habitantes de la isla antes de la Conquista Europea. Está integrado por diversas cuevas de habitación y un granero en el que pueden distinguirse un conjunto de cuevas, graneros excavados en la roca y unas seis cuevas, naturales y artificiales, relacionadas con espacios de habitación, profusamente reformadas y reutilizadas hasta la actualidad.[38]
- Risco del Negro. Situado en el lado norte del barranco de Guayadeque, es un importante enclave troglodita formado por más de 40 cuevas artificiales y naturales.
- Risco de la Sierra. Se trata de uno de los conjuntos arqueológicos más significativos de Guayadeque, localizado entre este barranco y el de la Sierra, cerca del centro de interpretación. En este conjunto se conservan algunas estructuras de piedra y cuevas de enterramiento, en una de las cuales se localizaron restos de individuos el pasado siglo.
- Risco del Canario. Situado a unos 500 m sobre el nivel del mar, da nombre a un conjunto de cuevas artificiales situado en una zona de difícil acceso, por lo que se cree que muchas de las estancias se utilizaron como graneros.
- Cuevas del barranco del Draguillo.

#### Religioso
- Iglesia de Nuestra Señora de La Candelaria: construida entre 1901 y 1908 sobre los restos del antiguo templo del siglo XVI, su estilo responde al eclecticismo arquitectónico imperante en aquella época y se estructura en tres naves longitudinales y una transversal de crucero, con cubierta en bóveda de medio cañón sobre columnas y arcos de cantería de la localidad, en cuyo cruce se levanta el cimborrio de perfil semi-ovoide. Al pie de las naves laterales se disponen las dos torres de planta cuadrangular # con tres cuerpos cada una de desigual altura. La sacristía de dos plantas se dispone en nivel superior con techumbre plana de vigas de tea y piedra volcánica. En los laterales del interior se distribuyen cinco retablos neogóticos en madera policromada y hornacinas con distintas imágenes, destacando las de Nuestra Señora de Candelaria, puesta al culto en 1797 y San Blas, obra del imaginero canario Luján Pérez. Un Cuadro de Ánimas y distintas estaciones del Vía Crucis realizados por el sacerdote local Pedro López Cabeza completan el conjunto. En la sacristía se expone una imagen antigua de la Candelaria, y distintas obras pictóricas, destacando por su plasticidad un antiquísimo Ecce Homo y un cuadro de Nuestra Señora de los Dolores, regalo del Capitán Juárez. El patrimonio se completa con pequeñas imágenes, distintos objetos para el culto y vestuario.

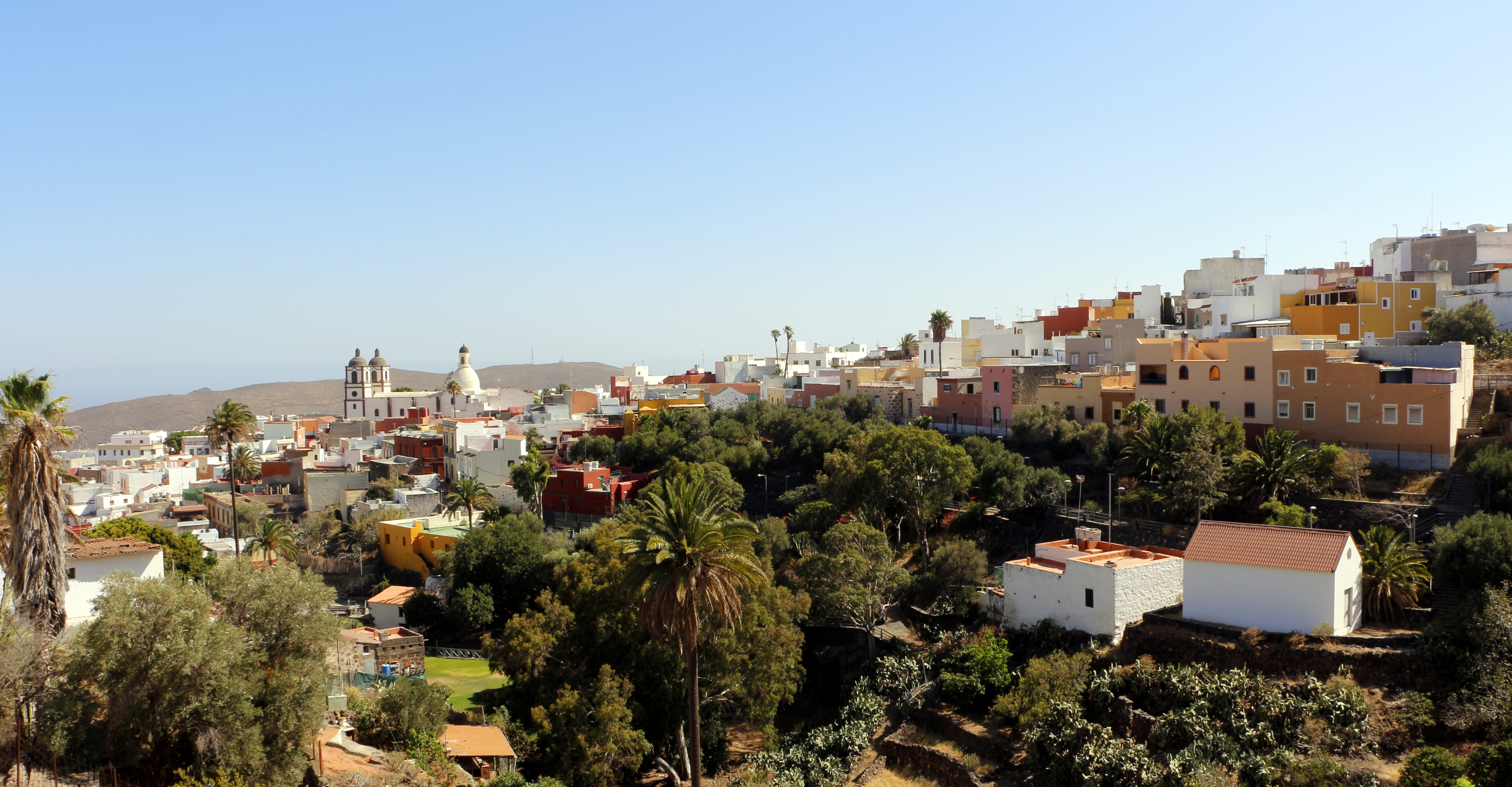
Panorámica del casco antiguo vista desde el barrio de El Sequero

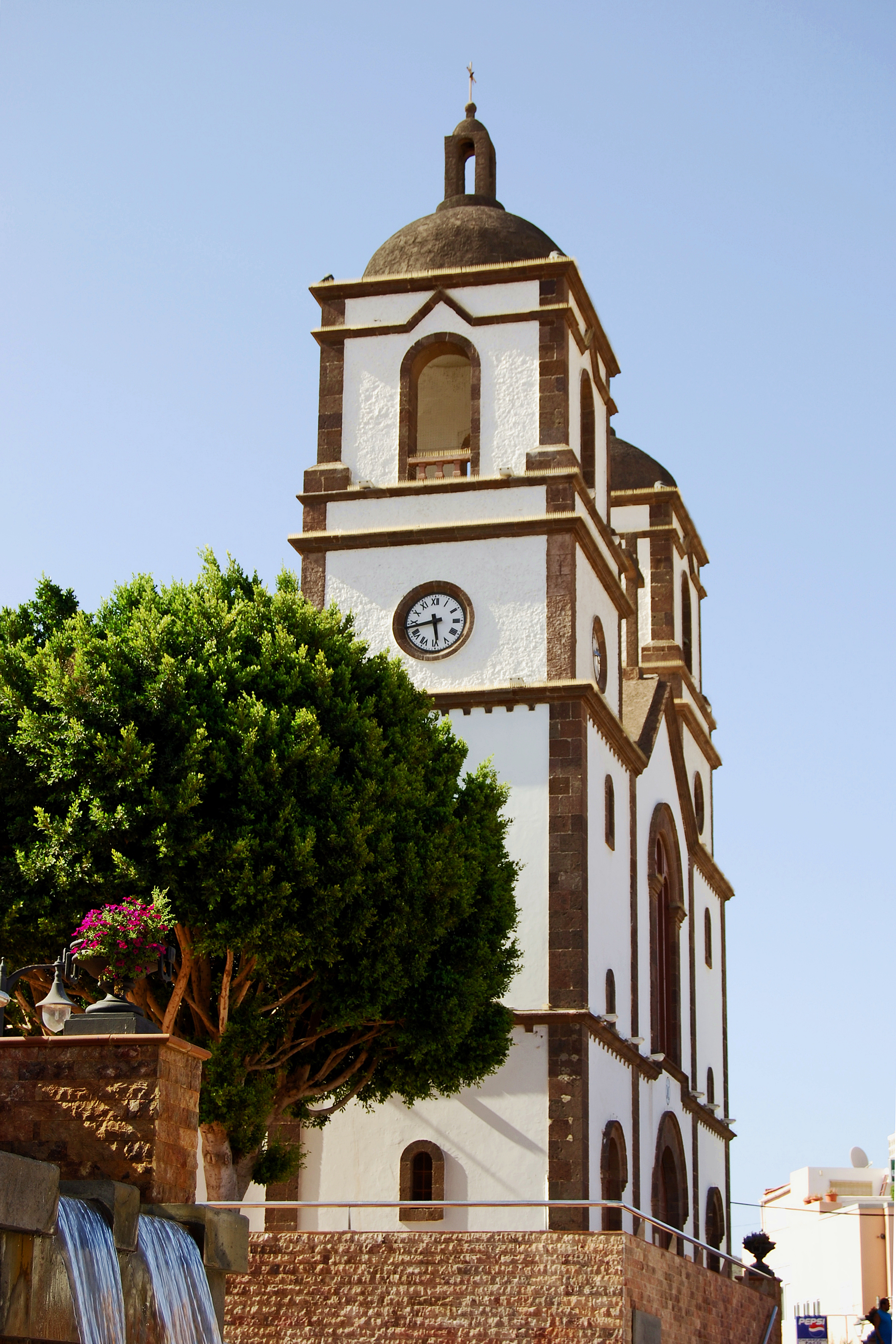
Parroquia de Nuestra Señora de La Candelaria

- Iglesia del Cristo, situado en el barrio del Cristo
- Iglesia de Nuestra Señora del Buen Suceso (Carrizal)

#### Civil
Casco antiguo de Ingenio
El casco antiguo posee los siguientes lugares de interés:
- Parque Néstor Álamo. Situado en el casco histórico del municipio, es conocido, además de por su belleza, porque en su interior alberga la que se considera la palmera canaria más alta del archipiélago canario. Localmente llamada palmera de Paquesito, en honor al palmero que se encargaba de su cuidado, tiene unos 50 m de altura. Además, este parque fue construido aprovechando el fondo del barranquillo de Ingenio.[cita requerida]Parque Néstor Álamo
- Heredad de Agua.

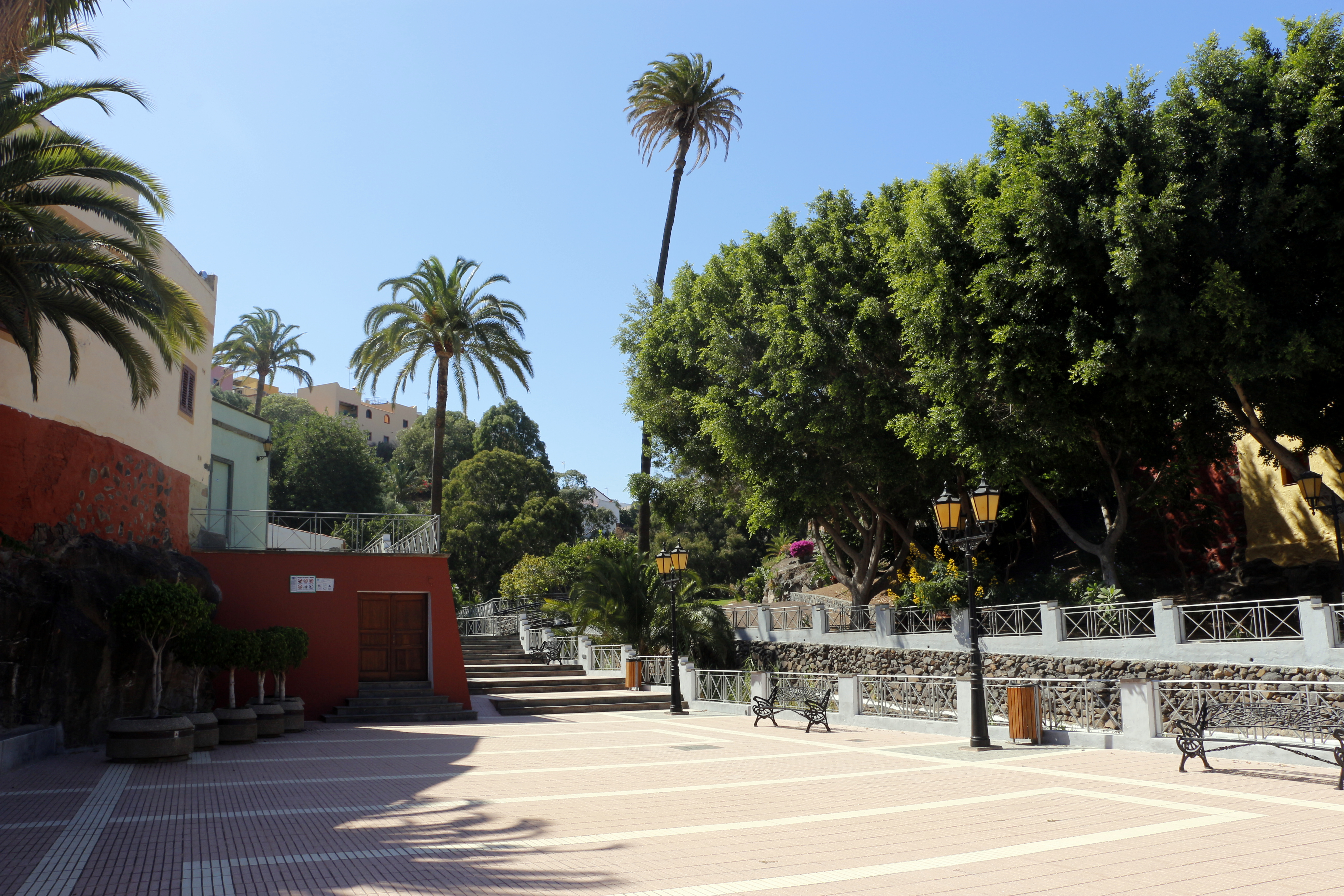
Parque Néstor Álamo

- Casa del Reloj. En esta se casa se encuentra el antiguo reloj propiedad del Heredamiento de Aguas Acequia Real de Aguatona, institución creada a principios del siglo XVI y administradora de las aguas procedentes de Guayadeque que regaban la vega de Aguatona. El reloj fue durante muchos años la única referencia para que los distintos partícipes del Heredamiento fijaran la hora solar por la que se debía regir el tiempo de regada en la dula correspondiente.[39] Hoy en día, el reloj está en funcionamiento y se puede ver a través de un cristal en la puerta de entrada de la casa.
- Calle La Rueda. Esta calle alberga un edificio que aún conserva en el sótano la maquinaria del único molino que funcionaba con rueda de hierro construido hacia 1920. El inmueble, de dos alturas, es típico del academicismo, con huecos regularmente dispuestos y un balcón corrido de hierro.[40]

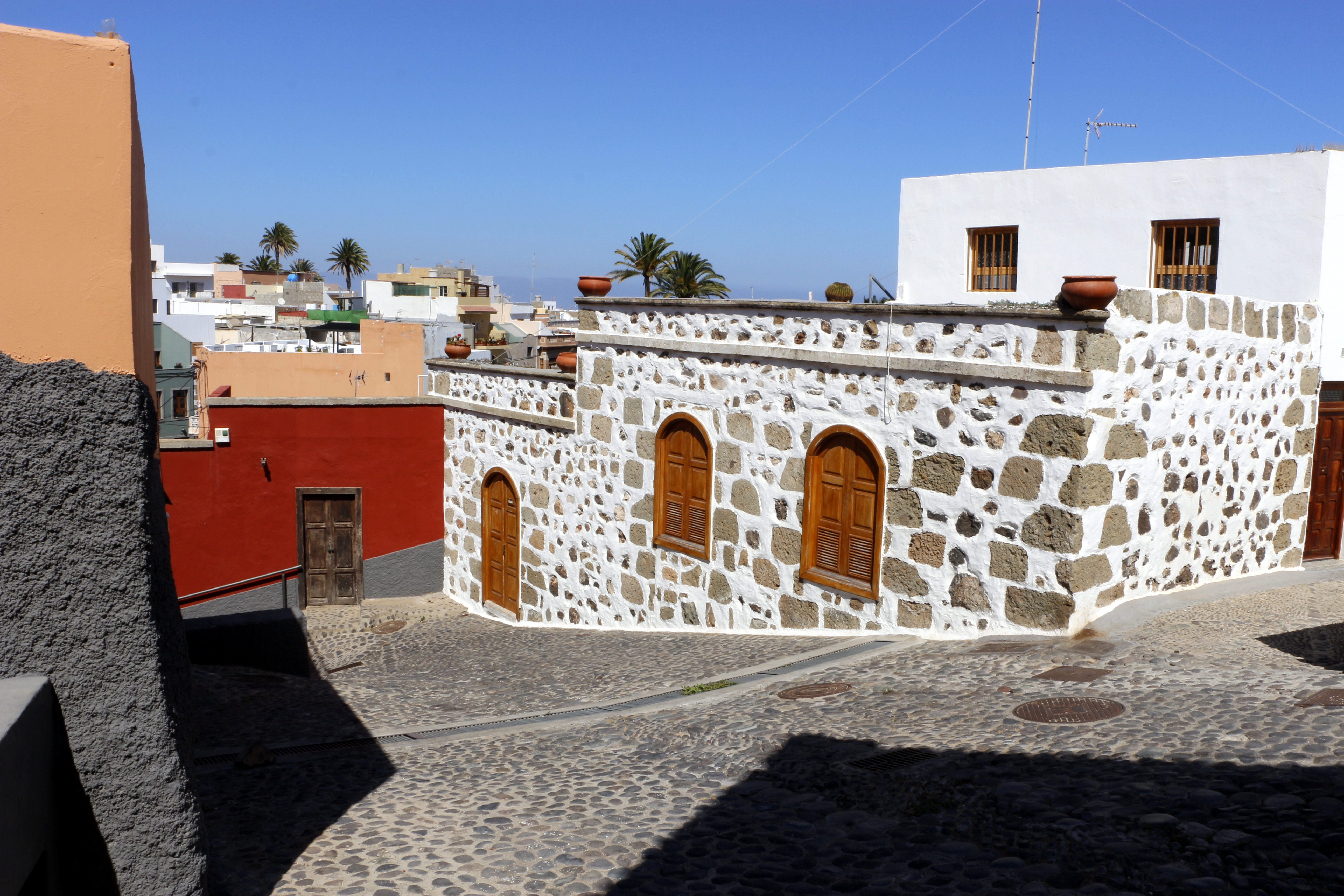
Calle La Rueda

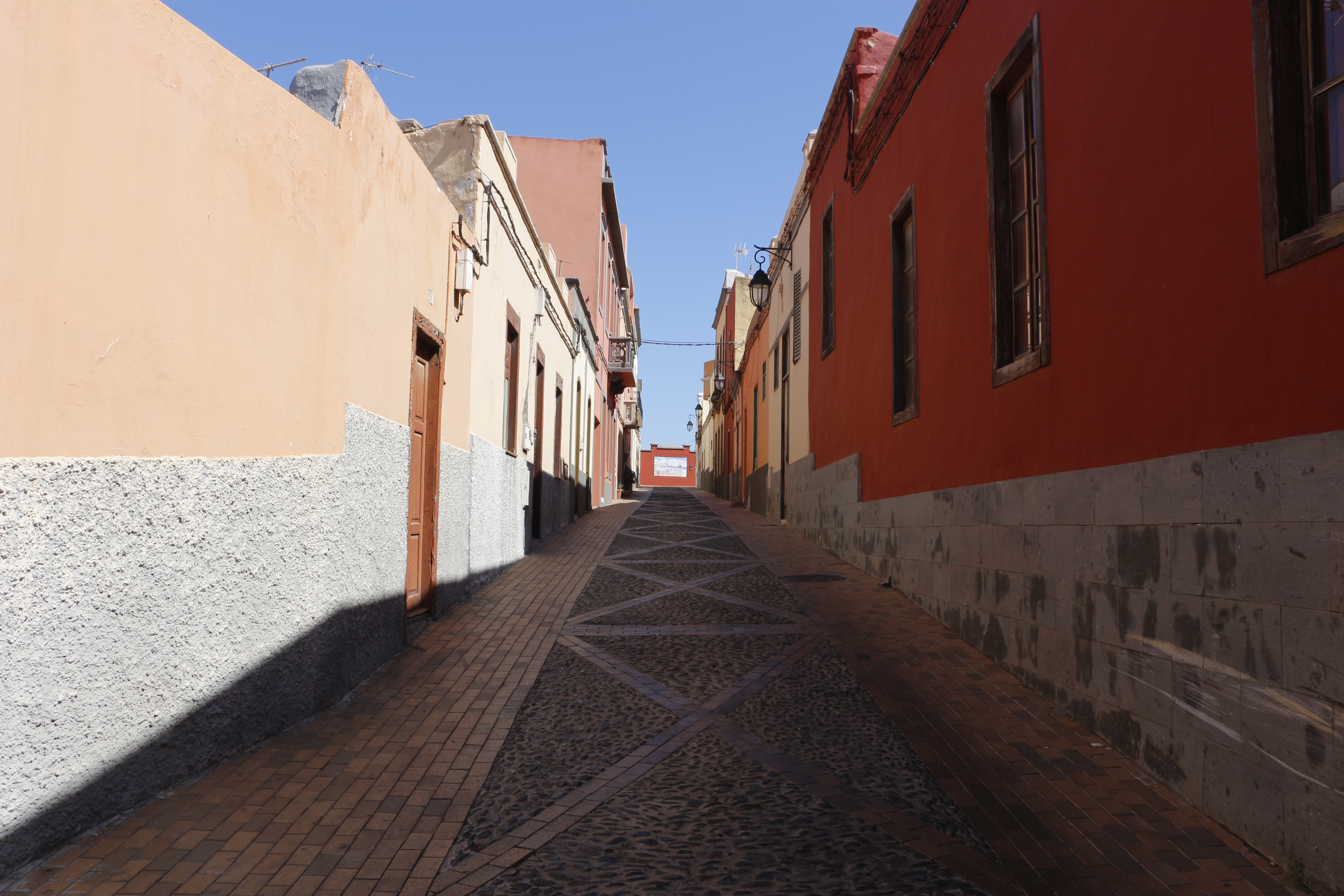
Calle Nueva

- Calle Nueva. En el centro histórico de Ingenio resulta imprescindible visitar la calle Nueva, diseñada por el arquitecto teldense Juan León y Castillo, así como otras del mismo estilo arquitectónico en las que destacan las viviendas construidas a finales del siglo XIX y principios del siglo XX, todas ellas con ornamentación de cantería. Situada en el sector conocido como El Puente, hay una destacable unidad compositiva con viviendas entre medianeras de una y dos alturas, construidas a principios del siglo XX. En sus fachadas hay una generalizada disposición regular de huecos, donde hay balcones de planta alta que tienen antepechos de hierro. Hay que señalar los edificios de dos plantas que ocupan el número 12, con un alzado de tres huecos de dintel curvo y balcón sobre voladizo de cantería en el eje; y el número 13, con un balcón corrido en toda la longitud de su frente, coronado este por una cornisa de cantería.[40]
- Fundación Canaria Blas Sánchez.
- Parque de Lectura Francisco Tarajano.
- Taller Municipal de Cerámica.
- Panaderías Artesanales.
- Casa de Postas. Del siglo XIX posee un espectacular patio canario en su interior, y desde ese entonces constituía un punto neurálgico en las comunicaciones terrestres de la comarca sureste de la isla. Esta es una de las muestras del legado arquitectónico que posee el municipio.
- Casa del Cura. Construida sobre 1880 por el párroco D. Santiago Sánchez Dávila (m. 1901). Durante más de medio siglo fue habitada por dos eclesiásticos, de ahí su nombre. Es del estilo academicismo, heredero del neoclasicismo. La religiosidad de sus dueños justifica que en la fachada se observen signos eucarísticos.
- Casa del Fraile. La casa tuvo su importancia por su cruz situada en lo alto, siempre fue un referente de localización para el pueblo. Edificada con la técnica tradicional, posee paredes de piedras y tejado a dos aguas, fue adquirida y restaurada por el Ayuntamiento de Ingenio.

Casco antiguo de Carrizal, donde destacan
- Plaza e iglesia de Nuestra Señora del Buen Suceso. La iglesia comenzó a construirse como ermita en el año 1658, siendo bendecida por el obispo en 1920 tras su última restauración y ampliación. Tres han sido las imágenes que han representado a su Virgen y varios los nombres para designarla.
- Casa y Huerto del Obispo. Fue mandada a construir en el siglo XV en una extensa huerta que ocupaba gran parte de la cuenca del barranco del Obispo. A lo largo de los siglos la huerta tuvo diferentes cultivos como: caña de azúcar, viñedos, cereales, árboles frutales como la platanera, etc. La casa se considera la edificación más antigua de la isla que se mantiene en pie, desde su construcción en 1497.
- Asentamiento Rural de La Pasadilla. Este asentamiento tiene gran importancia debido a su ubicación entre tres Espacios Naturales Protegidos y que cuenta con extraordinarios valores medioambientales y etnográficos relacionados con el mundo agrario. Desde el punto de vista de las comunicaciones, a través de senderos es posible establecer rutas que conduzcan, con relativa facilidad, a cualquier punto del sector centro de la isla o a los municipios como Telde, Valsequillo, San Mateo, Tejeda, así como Agüimes y Santa Lucía de Tirajana.

#### Natural
- Barranco de Guayadeque: Constituye la separación natural de los municipios de Ingenio y Agüimes. Es uno de los barrancos más grandes del archipiélago y destaca por sus restos arqueológicos aborígenes así como por sus valiosos endemismos de flora. Este barranco, presenta la mayor densidad de enclaves arqueológicos de la isla de Gran Canaria, repartidos entre ambas vertientes y, entre los que sobresalen conjuntos de hábitat trogloditas, localizados bajo pie de escarpes y en laderas. Es considerado como uno de los paisajes naturales más bellos de Gran Canaria.

### Asociación de Caladoras de La Villa de Ingenio
La Villa de Ingenio es un pueblo artesano por vocación. Son muchas las prácticas artesanales que han mantenido vivas los artesanos ingenienses, como la cantería, trabajos en caña, alfarería, la cestería, los trabajos con la hoja de palma y el cuchillo canario, entre otros, pero en lo que verdaderamente alcanza fama Ingenio es en sus calados.
La confección de los calados, considerados como uno de los trabajos más delicados y minuciosos, se realizaban dentro de la unidad de producción familiar hasta finales del siglo XIX. La mano de obra necesaria era eminentemente femenina y rural, procedente de las zonas dedicadas a monocultivos agrícolas estacionales.

### Museo de Piedra y Artesanía Canaria
Es una mansión de arquitectura típica, la cual viene ejerciendo su actividad artesanal desde el año 1964. En su interior, se exhiben más de cinco mil piedras de distintas características, procedentes de África y de las islas: olivinas, geodas de cuarzo, fósiles, cristales y cuarzos, entre otras. Además de artículos de la artesanía local y antiguos aperos de labranza y artesanal, que han dado nombre a ese museo de prestigio nacional e internacional. Una exposición permanente de calados de diversos colores y formas, captan la atención de todos sus visitantes.

### Centro de interpretación del barranco de Guayadeque
Este museo cultural, situado en un edificio excavado en las laderas del barranco siguiendo la tradición troglodita, muestra los recursos ambientales y patrimoniales de Guayadeque. En este se puede realizar un recorrido, desde el pasado más remoto en el que la erosión y la actividad volcánica formaron este paisaje, hasta su utilización actual, pasando por la ocupación aborigen y la colonización posterior. Este museo se encuentra ubicado dentro del barranco de Guayadeque en el lado de Agüimes.

### Fiestas
- Los días 2 y 3 de febrero se celebran las fiestas patronales en honor a Nuestra Señora de la Candelaria y San Blas.
- El día 29 de junio se celebran las fiestas patronales en honor a San Pedro y San Pablo.
- El día 15 de agosto tienen lugar las fiestas en honor a la Virgen del Buen Suceso en Carrizal, pueblo que aglutina a los barrios costeros del municipio.
- El carnaval de Ingenio se celebra la semana del miércoles de ceniza, y unas semanas más tarde, en fecha variable, se celebra el Carnaval de Carrizal.

### Festivales y otros actos de interés
- Festival Internacional de Folklore Muestra Solidaria de los Pueblos, organizado por la agrupación cultural Coros y Danzas de Ingenio, es una muestra de canciones, bailes y culturas de distintos países del mundo. Se celebra en el mes de julio y está declarado bien de interés turístico de Canarias.[42]
- Feria del Sureste. De manera rotativa, cada tres años el municipio de Ingenio acoge la Feria del Sureste. Esta muestra artesanal consiste en la exposición y venta de productos artesanales y agroalimentarios elaborados en la comarca que componen los municipios de Ingenio, Agüimes y Santa Lucía de Tirajana.
- Ingenio Colour Festival. Es la gran fiesta de la Inclusión, que se celebra en el mes de octubre y en la que participan cientos de personas bajo un mismo lema: Todos y todas somos iguales.
- Fluor Moon Diabetes. Cada mes de noviembre, el municipio se prepara para la celebración de la Fluor Moon Diabetes, un evento cuyo objetivo principal es concienciar y dar visibilidad a esta enfermedad que hoy en día se encuentra muy presente en la población.
- Classic Car Ingenio. Exposición anual de coches antiguos organizada por el Club Classic Car. Tiene lugar durante los meses de octubre o noviembre.